# Ceinture anti-torpilles
Une ceinture anti-torpilles (en anglais : torpedo belt), ou parfois Side Protection Systems (SPS), est un dispositif de blindage de certains navires de guerre entre les années 1920 et 1940.

## Description
Il se compose d'une série de compartiments légèrement blindés, s'étendant latéralement comme une ceinture sur la ligne de flottaison du navire. En théorie, cette ceinture absorbe les explosions des torpilles et minimise ainsi les dommages sur le navire.
Dans son objectif, il se rapproche du bulbe anti-torpilles et du filet anti-torpilles.